# Castello di Monternano
Il castello di Monternano, conosciuto in passato anche come Montennano, Mortennano e Montennana è stato uno dei castelli più potenti della Val d'Elsa e grazie al totale abbandono in cui è rimasto è uno dei castelli feudali toscani del XII secolo più interessanti.
Situato nel comune di Castellina in Chianti, oggi è ridotto allo stato di rudere.

## Storia
Il castello è citato fin dal 1089, poi in seguito divenne un feudo dei Conti Guidi, feudo confermato dagli imperatori Arrigo VI e Federico II, per poi in seguito passare alla famiglia senese degli Squarcialupi che ne fecero il centro dei loro possessi.
L'importanza assunta dal castello fu una diretta conseguenza della sua posizione. È infatti situato su uno sperone roccioso nei pressi del torrente Strolla, dove passava il confine tra la repubblica di Firenze e la repubblica di Siena sul versante meridionale dei monti del Chianti a dominio della Val d'Elsa; grazie a tale posizione era in grado di controllare due strade di primaria importanza nel medioevo: la sottostante via Francigena e la sovrastate strada di Giogoli.
Già nel XII secolo i feudatari del castello strinsero un'alleanza con la vicina città di Poggibonsi allo scopo di impedire alla città di Firenze, allora in grande espansione, di invadere la Val d'Elsa. Ciò portò i fiorentini ad effettuare una prima spedizione militare contro il castello già nel 1201 procurandogli gravi danni ma fu nel 1220 che si arrivò alla resa dei conti.
Il pretesto fu il furto della merce subito da alcuni mercanti fiorentini che transitavano nella zona; la Repubblica di Firenze accusò direttamente gli Squarcialupi e mise sotto assedio la loro roccaforte; nell'operazione militare i fiorentini usarono la tecnica d'assedio della mina, infatti scavarono numerose gallerie sotto le mura per poterle poi minare e provocarne il crollo. L'operazione riuscì perfettamente e il castello venne conquistato e raso al suolo.
Gli Squarcialupi ricorsero allora all'aiuto di Poggibonsi e dell'imperatore che risposero positivamente. Il castello in breve tempo venne ricostruito e lo tennero fino al 1254. In quell'anno i fiorentino assediarono e presero Monteriggioni e di ritorno da quella operazione militare deciso di sistemare anche Monternano che infatti cadde e stavolta definitivamente.
Il castello di Monternano o meglio i ruderi del castello divennero proprietà della vicina pieve di Sant'Agnese in Chianti. Il castello non venne mai più ricostruito. La sua posizione era stata perfetta per usi militari ma una volta finite le guerre tra Firenze e Siena, la sua posizione, isolato e posto in mezzo alle boscaglie fecero sì che quasi nessuno venisse ad abitarvi nei dintorni.

## Descrizione

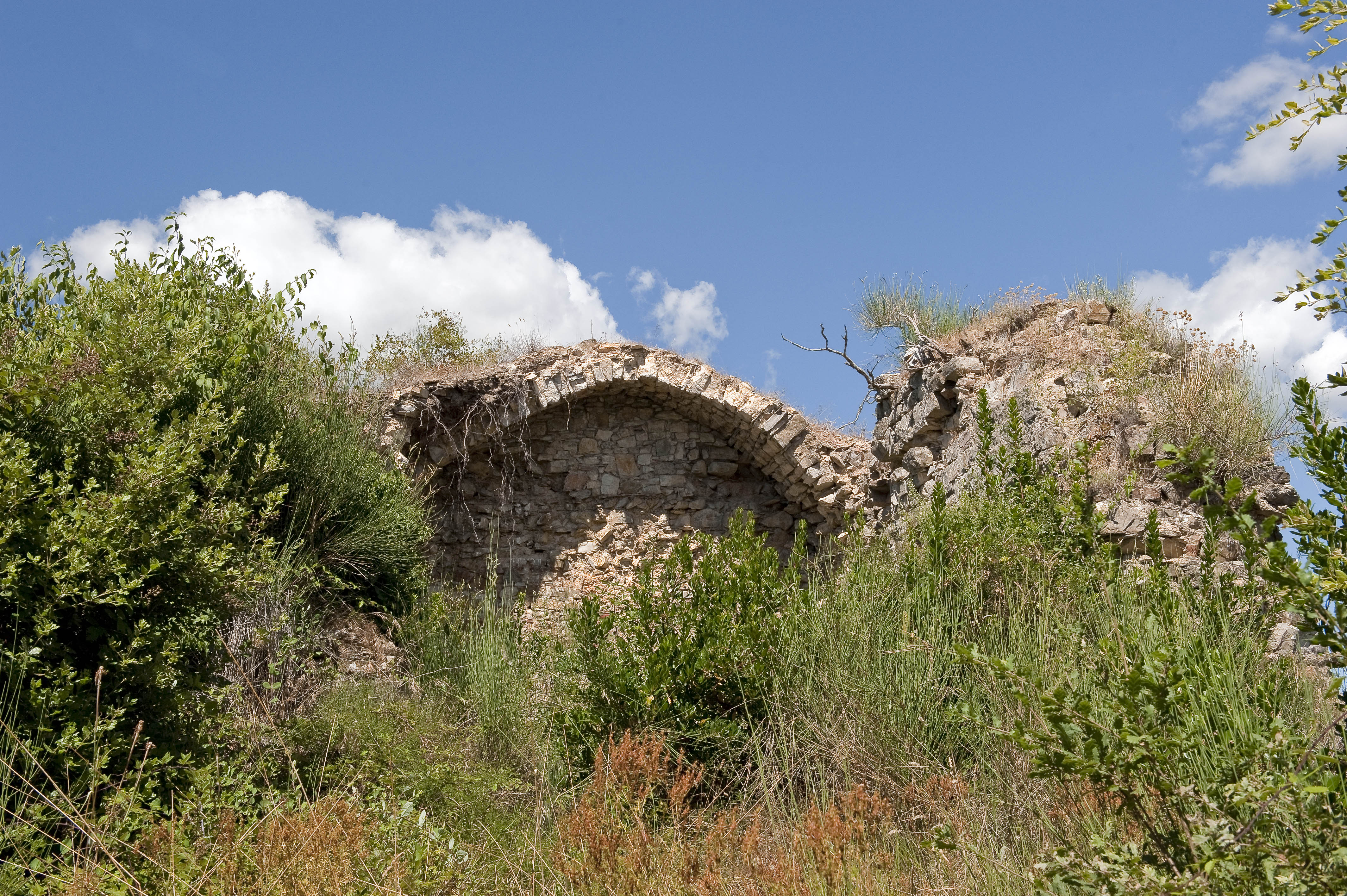
Ruderi del palazzo feudale

Dai ruderi, semi sommersi dalla vegetazione, è possibile capire la forma che aveva. Era a pianta rettangolare, i lati più lunghi sono orientati da sud a nord ed era di dimensioni veramente vaste per la zona tanto da cingere per intero lo sperone di roccia sulla quale si trova. Dalla strada di accesso si arriva al fronte est; questo era il più imponente e presenta due torrioni cilindrici ai lati. Dal torrione di sud-est è possibile arrivare alla porta principale che è dotata di un arco a tutto sesto ed è ancora in buone condizioni, probabilmente perché dopo l'assedio del 1220 venne rinforzato come si può notare dalla scarpature presente alla base delle mura.
Le mura nella parte meridionale e occidentale sono quasi completamente crollate, non così quella posta a nord ancora integra. In zona nord-ovest, in corrispondenza con il margine più esterno, quasi a strapiombo sulla valle sottostante era posto un edificio dalla pianta quadrata di cui oggi quasi non resta traccia ma che probabilmente era un torre d'avvistamento. Lungo le mura sul lato nord sono visibili, anche se parzialmente interrate, alcune arcate che probabilmente erano un tempo altrettante porte di accesso ad un terzo cortile chiuso da una scomparsa cerchia muraria.
L'interno del perimetro murario presenta una divisione degli spazi abbastanza netta. La parte posta ad occidente era usata come piazza d'armi o come zona di rifugio per i coloni dei dintorni mentre la parte orientale era usata come zona residenziale per i feudatari. In questa ultima parte sono visibili i resti di alcuni edifici costruiti con filaretto e sono rimaste in piedi delle volte e alcuni locali posto sotto il piano di calpestio, come ad esempio la vasta cisterna a cui è possibile accedere da una postierla realizzata di fianco alla porta di accesso.

## Bibliografia

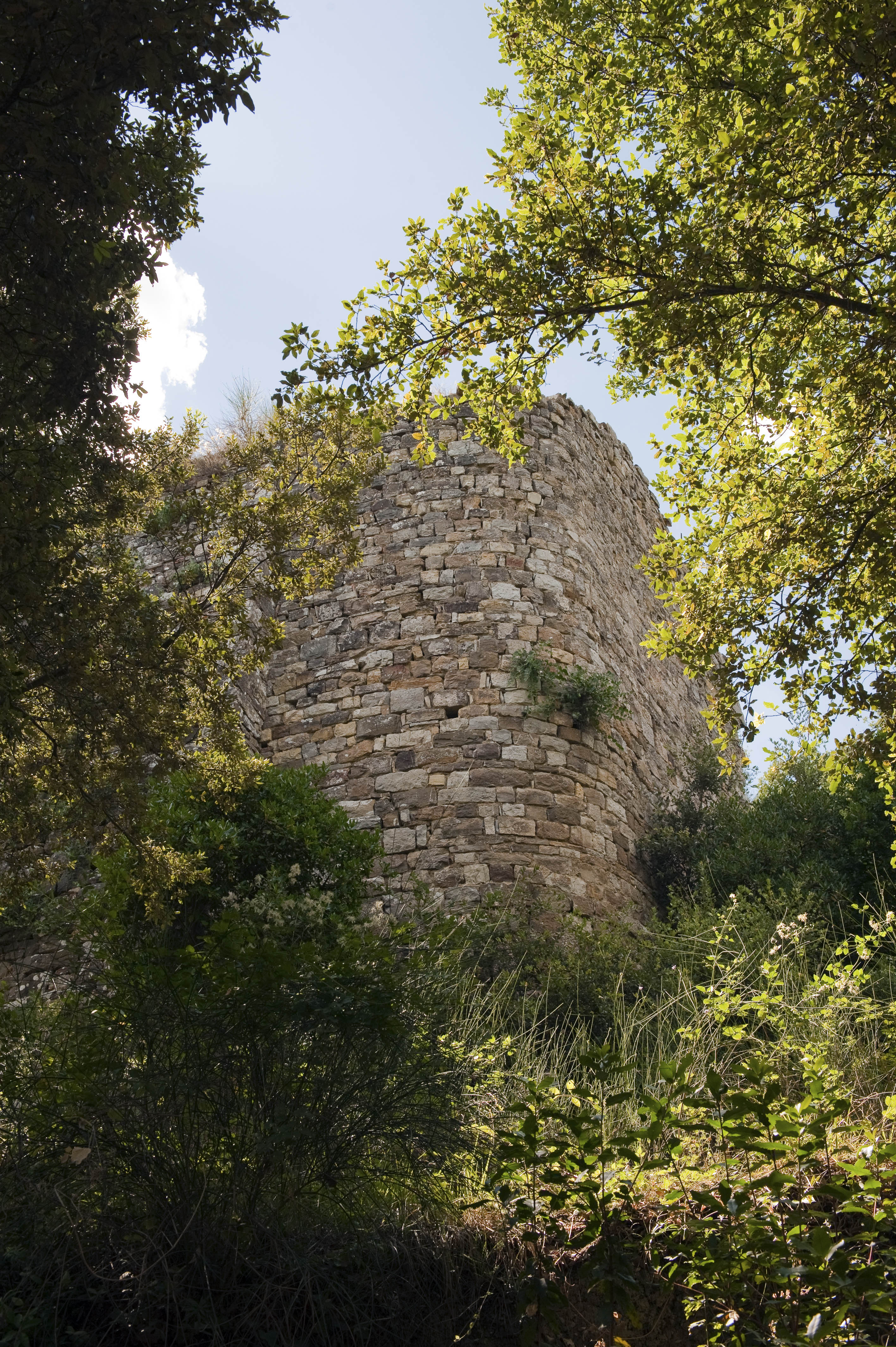
Torre di Sud-Est